# Осада Бейрута
Осада Бейрута проводилась израильской армией летом 1982 года во время Ливанской войны. Целью осады было изгнание из Бейрута боевых подразделений Организации освобождения Палестины (ООП).
Осада началась в конце июня 1982 года и продолжалась до середины августа. Осаждён был только Западный Бейрут, где большинство населения составляли мусульмане и располагалась штаб-квартира ООП. Несколько попыток наземного наступления были отражены палестинцами совместно с мусульманским ополчением.

## Предыстория
Обострение арабо-израильского конфликта после Шестидневной войны (1967) и изгнания ООП из Иордании в 1970 году, слабость ливанского правительства в условиях острого межобщинного конфликта, периодически перераставшего в гражданскую войну, позволила ООП при активном содействии ряда арабских стран, в первую очередь Сирии, превратить Южный Ливан в опорный пункт в своих действиях против Израиля, а также в оперативную и учебную базу для отдельных террористов и в целом, организаций из других стран, признанных рядом государств террористическими.
ООП практически создало своё государство «Фатхленд» на Юге Ливана, и согласно Митчеллу Барду, ссылающемуся на выступление посланника Ливана в ООН в октябре 1976 года и другие источники, «разрушает его страну» и «узурпировала власть, принадлежащую ливанскому правительству».
Атаки территории Израиля и зарубежных его представительств со стороны базирующихся в Ливане террористов ООП и её союзников, приводили к ответным операциям Израиля на территории Ливана. К июню 1982 года ситуация вновь обострилась, и после покушения на Шломо Аргова, израильского посла в Лондоне, приведшего к тяжелейшему его ранению, Израиль начал операцию «Мир Галилее», позже названную «Ливанской войной».

## Окружение города израильской армией
Окружение Бейрута частями ЦАХАЛ было завершено к 12 июня 1982 года, вслед за этим с самолётов израильских ВВС были сброшены листовки с требованиями сложить оружие и не оказывать сопротивления израильской армии. В этот же день, после сильного артналета, части ЦАХАЛ предприняли попытку «затянуть пояс осады» — занять пригороды районов Узай и Бурдж-аль-Баражна, однако их продвижение было остановлено (Р. Эйтан). В этот день в результате попадания трёх израильских ракет было разрушено здание посольства ГДР (Л. Л. Вольнов), а в Бейрутском международном аэропорту израильской атакой был уничтожен пассажирский самолёт Boeing 720.
13 июня 1982 года «западный Бейрут был отделен от остальной части города» (Р. Эйтан).
В период с 15 по 19 июня 1982 года израильские войска предприняли несколько попыток улучшить свои позиции по периметру, однако не стремились продвинуться в глубину города. Израильтяне производили инженерное оборудование и укрепление позиций, пополнение группировки (в составе которой к этому времени насчитывалось 560 танков и 120 артиллерийских орудий) (А. И. Павлов). В ходе массированного обстрела Бейрутского международного аэропорта израильским огнём были уничтожены 5 пассажирских самолётов — 3 Boeing 720 и 2 Boeing 707.

## Силы сторон
Израильская сторона для осады города задействовала 500 танков и 800 орудий.
В западном Бейруте находились отряды палестинского движения сопротивления (ПДС), союзные им отряды «Национально-патриотических сил Ливана» (НПС), также на их стороне действовали отряды милиции шиитской организации «Амаль», «Отряды коммунистического действия» и военизированные формирования ряда арабских националистических организаций (Л. Л. Вольнов).
Военным руководителем объединённых отрядов НПС — ПДС являлся бригадир Саад Саел («Абу Валид»), профессиональный военный, до 1970 года — офицер иорданской армии (Л. Л. Вольнов).
Объединённое военно-политическое руководство НПС — ПДС сумело в сжатые сроки провести значительный объём работ по подготовке к обороне западной части города и его южных пригородов:
- западный Бейрут был разделен на сектора и пояса обороны, за укрепление и защиту которых отвечали определённые отряды;
- с руководством союзных организаций было заключено соглашение о координации действий и взаимопомощи (в частности, в рамках помощи отряд «мурабитун» предоставил танк (Л. Л. Вольнов[9]);
- была разработана система связи и тревожной сигнализации;
- в городских кварталах создавались «опорные пункты», в зданиях оборудовали огневые точки, посты наблюдения, медицинские центры…
- из состава боевых отрядов сил НПС — ПДС были выделены специализированные подразделения, в том числе:

- «мобильные резервы» — сравнительно небольшие по численности пехотные подразделения, которые комплектовались из наиболее опытных бойцов. В распоряжении отрядов имелся автотранспорт и огневые средства (крупнокалиберные пулемёты, минометы и ракетные установки, установленные на автомашинах) (Л. Л. Вольнов);
- «противотанковые отряды» — на вооружении находились противотанковые гранатомёты и минно-взрывные средства, предназначались для борьбы с бронетехникой и штурмовыми группами противника;
- «отряды гражданской обороны» (занимались ремонтом укреплений и баррикад, тушением пожаров, оказанием первой помощи и эвакуацией раненых, обнаружением и обезвреживанием неразорвавшихся снарядов, авиабомб и кассетных боеприпасов, обеспечивали снабжение боевых отрядов…)

- жителям города разъясняли важность соблюдения светомаскировки, создания убежищ, запасов воды, продуктов питания, топлива и медикаментов; также, население в различных формах стремились привлечь к участию в обороне (производился сбор денежных средств, привлечение к участию в строительстве оборонительных сооружений и др.).

В ходе боевых действий, авиаударов и артиллерийско-миномётных обстрелов городу были причинены значительные разрушения (по оценкам западной печати, для их восстановления требовались затраты в объёме свыше 24 млн долларов).
Израильский специалист по борьбе с террором А. Брасс также отмечает масштабы разрушений, однако упоминает, что часть из них являются результатом внутри-ливанских и израильско-сирийских столкновений:
- «(Бейрут) […] в результате столкновений между ливанскими группировками и сражений между израильской и сирийской армиями превратился в безобразную груду руин, покрытую пылью и кровью…»[11]

### Жертвы среди населения
Согласно А. Брассу, в результате внутри-ливанских и израильско-сирийских столкновений «жертвы среди мирного населения, по самым скромным подсчётам, составляли десятки тысяч человек»
Согласно официальным данным, опубликованным полицейским управлением Ливана (которые приведены в научной монографии Е. Дмитриева), на начало сентября 1982 года в Бейруте было убито и ранено 37 тыс. человек (при этом, 7 % раненых пострадали от применения израильтянами фосфорных боеприпасов). Ещё одним следствием блокады Бейрута стали небоевые потери среди населения (от болезней, голода, пищевых отравлений, отсутствия медикаментов и медицинской помощи). По данным ЮНИСЕФ, во время осады западного Бейрута от недоедания умерло 300 человек и ещё 2058 оказались в критическом состоянии; 1637 отравились вследствие употребления недоброкачественной пищи; 1845 испытывали серьёзные нервно-психические расстройства; 2372 страдали от инфекционных заболеваний.

## Дипломатическое урегулирование и эвакуация сил ООП
Арафат заявлял, что Бейрут станет вторым Сталинградом, и что ООП будет защищать его до «последнего человека», но ливанские лидеры, ранее поддерживавшие ООП, призвали его уйти из Бейрута, чтобы избежать страданий мирного населения. В результате, 18 августа 1982 года при посредничестве США было подписано соглашение, согласно которому силы ООП обязались покинуть Ливан, а Израиль обязался не продвигаться дальше и не оккупировать Западный Бейрут, населенный мусульманами и палестинскими беженцами.
Руководство ООП высказало обеспокоенность, что в случае эвакуации сил ООП фалангисты смогут напасть на гражданское палестинское население, оставшееся без защиты. В ответ на это специальный посланник США по разрешению конфликта в регионе Филипп Хабиб, после консультации с христианским правительством Ливана и Израилем, дал ООП письменную гарантию правительства США в безопасности оставшихся палестинских гражданских лиц, включая семьи эвакуированных боевиков ООП. В результате, лидер ООП Ясир Арафат был вынужден согласиться на эвакуацию военных сил организации из Бейрута в ряд арабских стран.
21 августа 1982 года, после прекращения огня, в Бейрут прибыли международные миротворческие силы ООН, в порту высадились 350 французских военнослужащих. В этот же день на греческих судах Бейрут покинули первые 400 палестинских боевиков (часть из них была эвакуирована на Кипр, а часть — в Иорданию) («Новое время»).
30 августа 1982 года началась эвакуация основных палестинских вооружённых формирований из Бейрута. Всего, западный Бейрут покинули 62 руководителя палестинского движения сопротивления, 10 720 палестинских боевиков (Л. Л. Вольнов) и 3600 сирийских военных.

### Последствия
4 сентября 1982 года части ЦАХАЛ начали продвижение вглубь западного Бейрута, они заняли пригороды Бир Хасан и Джинах на южной окраине, а также заняли позиции у национального музея и возле лагерей палестинских беженцев Сабра и Шатила. При этом, израильтяне фактически блокировали посольство Кувейта. Премьер-министр Ливана Ш. Ваззан и несколько членов правительства заявили протест, охарактеризовав действия Израиля как прямое нарушение соглашения.
5 сентября израильские солдаты захватили посольство НДРЙ и подняли над ним израильский флаг. Ещё одно подразделение ЦАХАЛ заняло здание ливанского парламента («Новое время»).
Согласно советским источникам, после протеста со стороны ливанских властей и вмешательства международных сил разъединения, части ЦАХАЛ временно отступили, но уже 6 сентября вновь выдвинулись на оставленные позиции и продвинулись дальше. С целью воспрепятствовать дальнейшему продвижению ЦАХАЛ в районах Бир Хасан и Джинах командование НПС направило в эти районы дополнительные силы, которые оказали вооружённое сопротивление передовым частям ЦАХАЛ, но были вынуждены отступить («Известия»).
7 сентября 1982 года военнослужащие ЦАХАЛ заняли в районе Бир Хасан два здания, в которых были размещены центры ООН, и оборудовали в них пулемётные позиции.

## Убийство вновь избранного президента Башира Жмайеля и последующие события
14 сентября, в результате взрыва бомбы были убиты избранный 23 августа президент Ливана Башир Жмайель (считавшийся рядом  источников союзником Израиля) и ещё 26 человек. Христиане обвинили в произошедшем сирийцев и палестинцев. Позже за это убийство был осужден ливанский христианин, Хабиб Шартуни, член Сирийской Социал-Национальной партии Ливана, предполагаемый агент сирийских спецслужб.
Сочтя это убийство нарушением ранее заключенных с палестинцами при посредничестве США договоренностей, и несмотря на то, что этот шаг им противоречил, израильские войска, по приказу А. Шарона, вступили в западный Бейрут. В течение следующих 24 часов, подразделения израильской армии заняли западный Бейрут. Остававшиеся в городе ливанские силы: отряды НПС, «Амаль» и «мурабитун» оказали вооружённое сопротивление, ими были повреждены две израильские бронемашины (Л. Л. Вольнов), потери ЦАХАЛ составили 8 солдат убитыми (Р. Эйтан), с ливанской стороны погибло около 100 и получили ранения около 300 «ливанских граждан» (Л. Л. Вольнов).
15 сентября 1982 года подразделения израильской армии блокировали лагеря палестинских беженцев Сабра и Шатила. В процессе их окружения и блокирования, из восточной части Шатилы был открыт сильный огонь. Один израильский солдат был убит и 20 ранено. В течение этого дня, и в меньшей степени, 16-17 сентября, из Сабры и Шатилы неоднократно открывался огонь из РПГ и легкого стрелкового оружия по командному пункту и солдатам окружавшего лагеря батальона. Израильтяне в ответ обстреливали лагеря из артиллерии.
16-17 сентября боевики военизированных правохристианских формирований, в отместку за убийство Б. Жмайеля, устроили расправу в лагерях Сабра и Шатила, в ходе которой было убито и ранено значительное количество палестинцев (в том числе, старики, женщины и дети).
В других районах города, 16-17 сентября силы НПС продолжали сопротивление израильской армии. 16 сентября силы НПС были вынуждены отступить из района Факхани. 17 сентября ожесточенные уличные бои имели место в районе Корниш Мазраа, в этот же день израильтяне обстреляли и серьёзно повредили здание посольства Франции («Известия»).
Основные силы ЦАХАЛ покинули городские кварталы Бейрута к 27 сентября 1982 года (за исключением района международного аэропорта и района морского порта, откуда подразделения ЦАХАЛ были выведены несколько позже).

## Освещение в СМИ, международная и внутри-израильская реакция
Операция «Мир Галилее» широко освещалась средствами массовой информации.
В период с начала осады до 2 августа 1982 года в результате израильских артиллерийских обстрелов и авиаударов пострадали 23 иностранных посольства и представительства (некоторые были атакованы неоднократно: так, советское посольство и торговое представительство были обстреляны шесть раз, на их территории разорвалось 30 снарядов) (Л. Вольнов). Обстрелы объектов, защищенных международным правом, вызвали отрицательную реакцию в мире.
При этом, Митчелл Бард приводит данные о том, что на территории части посольств находились боевые позиции ООП.
Так, после того как Израиль обстрелял семь посольств в июле 1982 года, а американская телевизионная компания NBC подтвердила заявление представителей ООП о том, что у неё не было там военных позиций, Израиль тут же представил фотографии разведки, показывающие танки, миномёты, крупнокалиберные пулемёты и зенитные позиции на территории этих посольств.
Согласно Томасу Фридману, «„угрозы физической расправой“ были главной помехой в честном освещении событий в Бейруте в годы, когда юг Ливана находился […] во власти ООП, возглавляемой Ясиром Арафатом». Соответственно, «любой журналист, работающий в Бейруте, старался быть в хороших отношениях с ООП», и как результат, «западная пресса потворствовала ООП».
М. Бард также считает, что СМИ, базируясь на сведениях, представленных ООП, некорректно представляли информацию о том, что Израиль подвергал атакам гражданские объекты, рядом с которыми не было военных целей.
25 июля 1982 года на VII чрезвычайной сессии Генеральной Ассамблеи ООН по инициативе 90 неприсоединившихся стран была принята резолюция о необходимости немедленного прекращения боевых действий в Ливане и полного вывода израильских вооружённых сил за пределы международно признанных границ Ливана (против резолюции проголосовали только Израиль и США) (Л. Вольнов). 29 июля Совет Безопасности ООН принял резолюцию № 515, в которой потребовал от правительства Израиля немедленно прекратить блокаду Бейрута.
30 июля 1982 года 14 из 15 членов Совета Безопасности ООН (за исключением представителя США, который отказался от участия в голосовании) проголосовали за принятие срочной резолюции СБ ООН, которая предусматривала немедленное прекращение блокады Бейрута и обеспечение возможности поставки и распределения представителями ООН гуманитарной помощи в Бейрут.
К середине августа, даже наиболее последовательный союзник Израиля — США были вынуждены осудить применение израильтянами в Ливане американского вооружения и боевой техники, поставленного по программе военной помощи «для обеспечения защиты Израиля».
В самом Израиле осада Бейрута (и операция в целом) также воспринимались неоднозначно[уточнить]. В стране прошли несколько массовых антивоенных демонстраций с осуждением политики правительства. Широкую известность получил случай с командиром 211-й танковой бригады, полковником Эли Гевой, который обратился к руководству с просьбой «освободить его от командования полком, если будет дан приказ о вступлении в западный Бейрут» и был отправлен в отставку (Р. Эйтан). С осуждением действий ЦАХАЛ в Ливане выступили также полковник израильской армии в отставке Дов Иеремия (Е. Дмитриев) и офицер-резервист Ади Розенталь, а офицер-танкист Давид Урбах с группой молодых солдат объявили голодовку (Ц.C. Солодарь).

## Память, отражение в культуре и искусстве
Осада Бейрута отражена в работах целого ряда арабских авторов, ей посвящены литературно-художественные произведения, стихотворения, картины и кинофильмы.
- картина «Стоять навсегда» (Фарис Гусуб, Бейрут, 1982)
- мультфильм "Вальс с Баширом" (Ари Фольман, Израиль, 2008)